# Peter Vilfan
Peter Vilfan fue un jugador de baloncesto esloveno. Nació el 29 de junio de 1957, en Maribor, RFS Yugoslavia. Consiguió 4 medallas en competiciones internacionales con Yugoslavia.

## Equipos
- 1979-1984  Union Olimpija
- 1985-1986 Partizan de Belgrado
- 1987-1993  Union Olimpija